# Osu!
osu! — бесплатная музыкальная игра, разработанная и опубликованная Дином Гербертом (также известный под псевдонимом «peppy»). Игра вышла 16 сентября 2007 года на Windows, но впоследствии была портирована на macOS. Игровой процесс основан на разных популярных играх, включая Osu! Tatakae! Ouendan, Elite Beat Agents, Taiko no Tatsujin, Beatmania IIDX, O2Jam и DJMax.
Игра имеет активное киберспортивное сообщество.

## Игровой процесс
Игра имеет четыре официальных игровых режима: osu! (иногда называется как osu!standard), osu!taiko (ранее Taiko), osu!catch (ранее Catch the Beat) и osu!mania. Каждый из режимов представлен уровнями, именуемыми «картами» (англ. beatmaps). Карты состоят из трёх основных элементов — нот, слайдеров и спиннеров (для каждого режима их механика выполнена по своему) — выстроенных в разных позициях на экране и в разный отрезок времени. Карты затем проигрываются с соответствующей музыкой, имитируя чувство ритма, пока игрок взаимодействует с объектами в такт песни.
В игру можно играть, используя различные периферийные устройства: компьютерную мышь, графический планшет, клавиатуру, сенсорные устройства, либо иные устройства, не предусмотренные игрой изначально.

### Режимы игры

#### osu!

Количество полученных очков зависит от точности попадания по нотам. Нажатие слишком рано или поздно не засчитывается.

osu! (иногда упоминается как osu!standard или просто osu!STD) — стандартный игровой режим, состоящий из прохождения карт, кликая на кружки, слайдеры и спиннеры. Цель игры нажимать на ноты (англ. hit circles) в тот момент, когда сужающийся круг (англ. approach circles) пересекает границы ноты; от точности зависит количество полученных очков. Если пропустить слишком много нот, игра заканчивается. Слайдеры - особый вид нот, которые при нажатии двигаются в другую точку; пока они двигаются, на них надо держать курсор, вовремя его отпустив. Спиннеры дают очки, когда игрок вращает курсор внутри них; с каждым поворотом спиннер уменьшается. Данный режим был вдохновлён Osu! Tatakae! Ouendan и Elite Beat Agents. Игрок может использовать как только мышь, так и сочетание мышь/клавиатура или графический планшет/клавиатура (клавиши по умолчанию: Z и X), либо сенсорный экран устройства.
Карты из режима osu!standard могут быть автоматически преобразованы игрой для использования в других режимах

#### osu!taiko
osu!taiko — игровой режим, который состоит из нажатий одной из четырёх нот (двух внешних, голубых, катсу, и двух внутренних, красных, дон) в ритм на интерфейсе, подобном барабанам. Он повторяет элементы игры Taiko no Tatsujin. Основные клавиши для выбивания нот: Z, X, C и V (в osu!lazer — D, F, J и K).

#### osu!catch
osu!catch, ранее известный как Catch the Beat (CtB) — оригинальный игровой режим, состоящий из ловли фруктов (играют роль нот), капелек (слайдеров) и бананов (спиннеров), падающих сверху в ритм, управляя персонажем, держащим тарелку. Управление производится через клавиши-стрелки (← и →) и ускорение через ⇧ Shift.

#### osu!mania
osu!mania — игровой режим, который состоит из нажатия клавиш в ритм, подобный серии игр Beatmania IIDX. Количество клавиш различается от 1 до 9 (в режиме для одного игрока), но может достигать 21. Самыми популярными у игроков являются 4 и 7 клавиш.

### Карты
osu! имеет шесть различных категорий карт:
- «Рейтинговые» (англ. Ranked) — тип созданных сообществом карт, которые были утверждены как пригодные для игры по стандартам качества командой Beatmap Nominators, или BN. Они дают очки производительности (pp, от performance points), которые позволят игрокам продвигаться по глобальной таблице производительности.
- «Квалифицированные» (Qualified) — тип карт, которые в процессе становления рейтинговыми. Эти карты задерживаются в статусе квалифицированных на одну неделю, после чего, если не было указано наличие каких-либо проблем, не соответствующих критериям для получения рейтинга, переходят в категорию «Рейтинговых». В обратном случае карты будут дисквалифицированы и поменяют статус на «В разработке». Данные карты не дают очки производительности игрокам.
- «Любимые» (Loved) — тип карт, которые получили положительные отзывы от сообщества. Карты этой категории не всегда могут соответствовать критериям для того, чтобы стать рейтинговыми, но пригодны для игры. Они имеют таблицу рекордов, которая может быть сброшена создателем карты.
  - Выбор карт для данной категории осуществляется в рамках проекта Project Loved.
- «На рассмотрении» (Pending) и «В разработке» (Work in Progress, WIP) — типы карт, работа над которыми ещё не завершена, либо которые ждут квалификации. Объединяет их то, что у них нет таблиц рекордов.
  - Часто эти категории используются вместе (например, в списке карт в профиле игрока или как фильтр поиска), хотя и значат относительно разные понятия.
- «Одобренные» (Approved) — тип карт, отныне не используемый при каталогизации. Хоть некоторые старые карты и сейчас обладают этой категорией, получить её на новые карты более не представляется возможности. Критериями отбора и структурой практически неотличимы от «рейтинговых» карт.
- «Заброшенные» (Graveyard) — тип карт, которые не получали обновления более 30 дней. Как и у тех, что «В разработке», у них нет таблиц рекордов.

### Моды
Для каждого режима игры доступны различные модификаторы (обычно именуемые, как просто «моды»), упрощающие, усложняющие или автоматизирующие игровой процесс. Каждый мод (кроме некоторых) имеет при себе множитель (увеличивающийся при нескольких модах), влияющий на итоговый счёт игрока.
| Название (Сокращение) | Описание                                                                                               |
| --------------------- | --- |
| Easy (EZ)             | Упрощает игру, при этом давая игроку 3 попытки на прохождение песни.                                   |
| No Fail (NF)          | Игрок не может провалить прохождение песни, когда очки здоровья уже на нуле.                           |
| Half Time (HT)        | Замедляет песню на скорость 0.75x.                                                                     |
| Hard Rock (HR)        | Усложняет игру, требуя строгую точность и уменьшая размер нот.                                         |
| Sudden Death (SD)     | Если игрок пропустит ноту, игра закончится.                                                            |
| Perfect (PF)          | Если игрок нажмет на ноту с низкой точностью, игра перезапустится.                                     |
| Double Time (DT)      | Ускоряет песню на скорость 1.5x.                                                                       |
| Nightcore (NC)        | Похоже на Double Time, добавляя при этом ритмические барабаны и немного повышенная высота звука.       |
| Hidden (HD)           | Ноты спрятаны, и для их нажатия требуется идеальный ритм.                                              |
| Flashlight (FL)       | Зона покрывается тьмой, и видимо только зона курсора.                                                  |
| Relax (RX)            | Игра нажимает по нотам в ритм самостоятельно, от игрока требуется перемещать курсор на элементы карты. |
| Autopilot (AP)        | Игра перемещает курсор самостоятельно, но от игрока требуется нажатия в ритм.                          |
| Auto (AT)             | Просмотр игры компьютера.                                                                              |
| Cinema (CM)           | В отличии от Auto, показывает видео битмапы, если оно есть.                                            |
| Spun Out (SO)         | Спиннеры проходятся автоматически.                                                                     |

В игре также присутствуют модификаторы, которые созданы для того или иного режима.
| Название (сокращение)   | Описание |
| ----------------------- | --- |
| 1-9 Keys (1K, 2K, т.д.) | Автоматическая генерация битмапы для колонок, поставленные игроком.                                                                                                 |
| Fade In (FI)            | Ноты появляются при их приближении. |
| Co-op (OP)              | Модификатор, который делит колонки на половину и предназначен для совместной игры. Не меняет множитель очков, если число колонок в той битмапе делится без остатка. |
| Mirror (MR)             | Отражает битмапу. |
| Random (RD)             | Передвигает ноты в разные колонки. |

## osu!supporter
Тег подписки osu!supporter позволяет игрокам скачивать карты напрямую из игрового клиента, используя osu!direct, добавляет иконку с сердечком рядом с именем пользователя на сайте игры, дополнительные слоты для карт, над которыми ведётся работа, меньше ограничений по скорости для их загрузки, доступ к многопользовательской игре на Beta- и Cutting Edge-версиях игры, таблицы рекордов среди друзей или по стране проживания, одну бесплатную смену имени, и больше возможностей персонализации в игре и на странице пользователя на сайте игры. osu!supporter никак не влияет на игровой процесс, и все средства поступают напрямую на поддержку игры. Подписка не возобновляема и оплачивается на определённый срок (от месяца до двух лет), однако предоставляется возможность приобрести несколько тегов.

## osu!lazer
osu!lazer — находящийся в разработке ремейк игры с открытым исходным кодом, который представляет графический фреймворк, созданный с нуля и более пригодный для разработки музыкальных игр. Результатом стала улучшенная производительность, интерфейс и больше гибкости для будущих изменений. Фреймворк также позволяет пользователям создавать их собственные игровые режимы, в которые затем можно будет сыграть из игрового клиента osu!lazer. Режим osu!standard претерпел различные изменения в игровом процессе, такие как новая система расчёта очков, более сфокусированная на ритме, и больше различных игровых модификаций. Разработка osu!lazer началась в 2016, первый релиз вышел 12 февраля 2017 г., а игровой клиент можно скачать как с официального сайта, так и с репозитория GitHub.
Так как osu!lazer написан полностью на C# Core, он совместим с любой средой, которая может запустить программы на .NET Core.

## Музыка
В osu! существует программа Featured Artists — лица и коллективы, которые договорились с osu! о лицензировании определённых треков для маппинга и их использования в качестве фоновой музыки на стримах osu! World Cup. Исполнители этой программы избираются исходя из предпочтений сообщества. Некоторые из них пишут музыку исключительно для osu!, а некоторые уже известны своими произведениями в других музыкальных играх, как например Camellia (Масая Оя) и Cranky (Хироси Ватанабэ): они известны по работам в играх Konami Sound Voltex и серии игр Beatmania IIDX.

## Отзывы и критика
Французский игровой сайт Jeuxvideo.com в 2015 году оценил osu! очень положительно, дав оценку в 18/20 баллов. В 2010 игровой обозреватель MMOGames.com Дэниель Болл рассказал, что несмотря на то, что игра была очень похожа на Elite Beat Agents, она отличалась большим разнообразием высококачественного контента и персонализации от сообщества.
osu! была рекомендована киберспортивными игроками, такими как Ninja, Tenz и EFFECT, как способ разминки и тренировки точности прицеливания в играх.

## Сообщество и соревновательная сцена

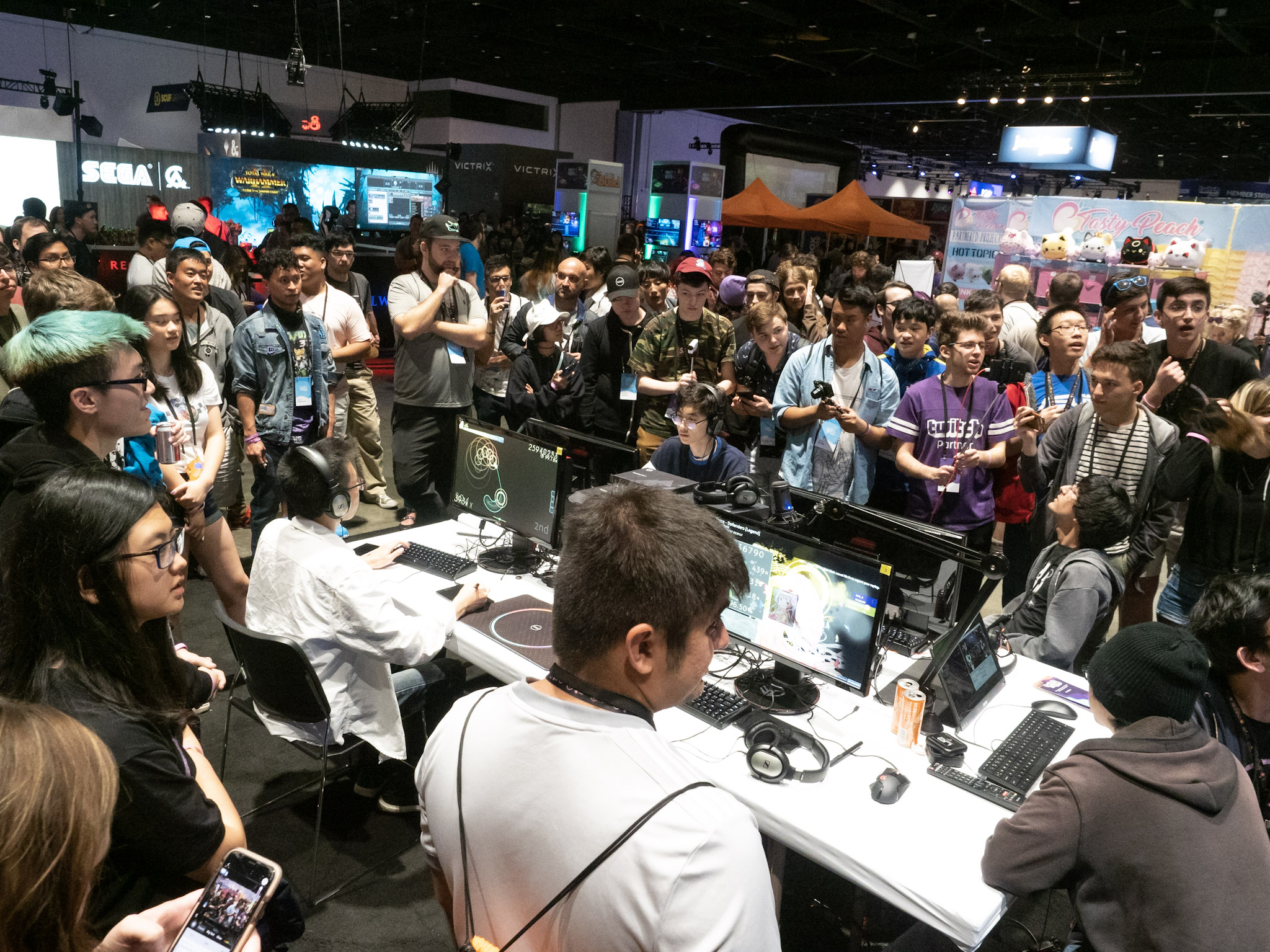
Аудитория смотрит, как два профессиональных игрока (idke и RyuK) соревнуются на панели osu! на Twitchcon в 2018 году

На данный момент osu! имеет более 22 млн аккаунтов игроков по всему миру, из которых примерно 3 млн игроков имеют позицию в общем рейтинге.
Игра имеет три основных аспекта соревнования между игроками. В многопользовательской игре до 16 игроков могут играть в одну карту одновременно. На отдельных картах игроки соревнуются за очки на различных таблицах рекордов. Игроки также соревнуются по их месту в общем рейтинге, которое рассчитывается в зависимости от количества очков производительности (pp). Эти очки основаны на аккуратности игрока и сложности карты. Большинство игроков получают между 50 и 200pp на карте, и только немногие получают более 500. В июле 2019 игрок Vaxei впервые преодолел отметку в 1000pp на карте, следующий рекорд после которого был установлен другим игроком idke менее чем через 24 часа.
С 2011 года в osu! проходят ежегодные «кубки мира» для каждого режима игры: osu! World Cup (OWC, обычно проходит зимой, в конце года), osu!taiko World Cup (TWC, весенний), osu!catch World Cup (CWC, летний) и osu!mania World Cup 4K и 7K (MWC 4K, MWC 7K, осенне-зимний). Команды для соревнований делятся по странам, до 8 игроков на команду. С 2015 года используется система с выбыванием после двух поражений.
|      | osu!                                         | osu!                                             | osu!taiko                                    | osu!catch                                   | osu!mania 4K                        | osu!mania 7K                        |
| ---- | -------------------------------------------- | ------------------------------------------------ | -------------------------------------------- | ------------------------------------------- | ----------------------------------- | ----------------------------------- |
| 2011 | OWC #1                                       | Китайская Республика Нидерланды Республика Корея | Китайская Республика Япония Китай            | «Китай» half manual player team «Чили»      | N/A                                 | N/A                                 |
| 2011 | OWC #2                                       | Республика Корея Япония Бразилия                 | Китайская Республика Япония Китай            | «Китай» half manual player team «Чили»      | N/A                                 | N/A                                 |
| 2012 | Республика Корея Япония Китайская Республика | Республика Корея Япония Китайская Республика     | «Япония A» «Гонконг A» «Япония B»            | Не проводился                               | N/A                                 | N/A                                 |
| 2013 | Республика Корея Китайская Республика Польша | Республика Корея Китайская Республика Польша     | «Тайвань A» «Гонконг A» «Япония A»           | «Чили A» «Тайвань A» / «Аргентина/Колумбия» | N/A                                 | N/A                                 |
| 2014 | Япония Польша Германия                       | Япония Польша Германия                           | Япония Гонконг Франция                       | Республика Корея Германия Швеция            | Республика Корея Филиппины Малайзия | Республика Корея Таиланд Малайзия   |
| 2015 | США Китай Польша                             | США Китай Польша                                 | Япония Китайская Республика Франция          | Республика Корея Китай Германия             | США Япония Великобритания           | Не проводился                       |
| 2016 | США Китай Республика Корея                   | США Китай Республика Корея                       | Япония Китайская Республика Канада           | Китай Индонезия Германия                    | Республика Корея Бразилия США       | Китай Республика Корея Малайзия     |
| 2017 | Польша США Великобритания                    | Польша США Великобритания                        | Япония Китайская Республика Гонконг          | Республика Корея Китай Польша               | Республика Корея США Бразилия       | Республика Корея Китай Индонезия    |
| 2018 | США Великобритания Германия                  | США Великобритания Германия                      | Япония Китайская Республика Канада           | Китай США Чили                              | Республика Корея США Бразилия       | Республика Корея Малайзия Китай     |
| 2019 | США Республика Корея Великобритания          | США Республика Корея Великобритания              | Япония Китайская Республика Республика Корея | Республика Корея Китай Чили                 | Республика Корея Бразилия США       | Республика Корея Филиппины Китай    |
| 2020 | США Германия Канада                          | США Германия Канада                              | Япония Республика Корея Великобритания       | Республика Корея Китай США                  | Бразилия Япония Республика Корея    | Не проводился                       |
| 2021 | США Германия Республика Корея                | США Германия Республика Корея                    | Япония Республика Корея Бразилия             | Республика Корея Гонконг США                | Бразилия США Малайзия               | Не проводился                       |
| 2022 | США Республика Корея Германия                | США Республика Корея Германия                    | Япония Республика Корея Индонезия            | Республика Корея США Китай                  | Республика Корея Бразилия США       | Республика Корея Китай Малайзия     |
| 2023 | США Республика Корея Австралия               | США Республика Корея Австралия                   | Япония Китайская Республика Германия         | Республика Корея США Италия                 | США Республика Корея Индонезия      | Филиппины Республика Корея Малайзия |
| 2024 | Республика Корея США Австралия               | Республика Корея США Австралия                   | Япония Великобритания США                    | США Аргентина Польша                        | США Китай Таиланд                   | Республика Корея Малайзия Филиппины |

Команда России дважды занимала четвёртое место — на OWC #2 и OWC 2018.
Также существует много различных неофициальных соревнований, различающихся по месту игроков в рейтинге, типу играемых карт, составу и распределению команд. Победители турниров обычно получают денежные призы, вещи, значки в профиле и/или подписки osu!supporter.
osu! также проводит различные конкурсы, такие как соревнования создателей карт или художественные конкурсы. Неофициальные мероприятия и встречи также проводятся периодически. Крупнейшее из таких мероприятий — cavoeboy’s osu!event (обычно упоминается как osu!event или COE) было проведено уже пять раз с 2017 года.

## Мобильные порты

### iOS
osu!stream — это официальная адаптация osu! для устройств на iOS, на которых установлена версия iOS 6 и новее. Основное различие между osu! и osu!stream в том, что карты для osu!stream созданы не сообществом. Данная версия также содержит собственные уникальные игровые элементы. Поддержка osu!stream закончилась 29 сентября 2015 года, однако 26 февраля 2020 вышло «финальное» обновление, обновившее список наборов карт и сделавшее их бесплатными.

### Android
opsu! — клиент с открытым исходным кодом, доступный на устройствах на базе Android, и имеет версию для персональных компьютеров, но с 2019 года больше не обновляется. Несмотря на это, сервера игры всё ещё доступны (в 2024 году opsu! отсутствует в Play Market), и через него всё ещё можно играть. Главной особенностью этого клиента была собственная реализация системы для загрузки карт прямо из игры.

#### osu!droid
osu!droid (в будущем rimu!) — старейший клиент игры для Android, не получивший должного внимания из-за отсутствия игры в Google Play (из-за авторских прав). Игра обновляется не часто из-за отсутствия постоянных разработчиков, в данный момент принято решение о редизайне и выпуске в Google Play под другим логотипом и названием. Основное сообщество игры обосновалось в Discord, QQ (китайское сообщество), VK (русское сообщество), была создана система рейтинга DPP (droid performance points) на потенциальную замену морально устаревшей системе рейтинга по очкам. DPP базируется в Discord-сообществе на основе бота, а также на сайте droidppboard.
osu!lazer — находящийся в разработке ремейк игры с открытым исходным кодом, который представляет графический фреймворк, созданный с нуля и более пригодный для разработки музыкальных игр.